# Лопетеряса
Лопетеряса (рум. Lopătăreasa) — село у повіті Бузеу в Румунії. Входить до складу комуни Бісока.
Село розташоване на відстані 130 км на північ від Бухареста, 45 км на північ від Бузеу, 107 км на захід від Галаца, 82 км на схід від Брашова.

## Населення
За даними перепису населення 2002 року у селі проживали 292 особи, усі — румуни. Усі жителі села рідною мовою назвали румунську.